# الزمامت (مغيلة أعراب صباح)
الزمامت هو دُوَّار يقع بجماعة مهاية، عمالة مكناس، جهة فاس مكناس في المملكة المغربية. ينتمي الدوّار لمشيخة مغيلة أعراب صباح التي تضم 11 دوار. يقدر عدد سكانه بـ 472 نسمة حسب الإحصاء الرسمي للسكان والسكنى لسنة 2004.

## روابط خارجية
- البوابة الوطنية للجماعات الترابية
- المندوبية السامية للتخطيط